# Thinophilus flagellatus
Thinophilus flagellatus är en tvåvingeart som beskrevs av Patrick Grootaert och Henk J.G. Meuffels 1984. Thinophilus flagellatus ingår i släktet Thinophilus och familjen styltflugor. Inga underarter finns listade i Catalogue of Life.